# 富山絵
富山絵（とやまえ）は、江戸時代末期から明治時代にかけて描かれた浮世絵の様式の一つである。一般的には、売薬版画の名称で知られている。富山絵、おまけ、絵紙などとも呼ばれていた。

## 概要
富山の売薬の歴史は、一説には、富山藩2代藩主前田正甫が元禄3年（1690年）に江戸城内で腹痛に苦しんでいた三春藩主秋田輝季に薬を与えたところ、それがよく効いたということで、諸藩より薬の行商を許可されたことが最初といわれている。
売薬行商の象徴ともいうべきものに「おまけの風船」があった。それ以前の売薬土産の代表的なものが富山絵である。売薬版画の始まりは江戸時代後期に遡るようで、ひなびた味わいの親しみやすさに満ちており、楽しみが少ない当時の人々が飽きずにこれをながめた様子が想像できる。この売薬版画は、江戸時代後期の頃から薬売りが得意先へのおまけとして配った多色摺りの浮世絵風の版画で、他にはない特色を持っている。そしてそれは、日本のおまけ商法の元祖ともいわれており、それらの版画は富山の版元によって富山で刷られていた。このことは、地方版画としては長崎絵などと並ぶものとして注目されている。また、最初の進物といわれているのが、売薬版画であり、当時は錦絵と呼ばれていた。そして江戸時代後期から明治時代後期にかけては進物の主流を占めていたのであった。その始まりについては未詳の部分も多いが、最初は江戸や上方の浮世絵を配ったものと思われる。浮世絵が進物に取入れられた理由として、軽くてかさ張らないため、持ち運びに便利であった点が挙げられる。その後、天保（1830年 - 1844年）年間前後から、歌川広重などの江戸の浮世絵作品が富山でも刷り始められたと考えられている。続いて嘉永（1848年 - 1854年）年間になると、地元の絵師である松浦守美が登場し、数多くの版画作品を描いていった。
その後、明治以降、富山売薬は産業として成長し、それとともに地元富山において多くの絵師や版元が活躍した。代表的な絵師としては、松浦守義、尾竹越堂や、その弟の尾竹竹坡と尾竹国観が挙げられる。また、明治期の版元に熊本錦広堂、小泉重兵衛、高見清平、小西美精堂、中川吉右衛門などがあった。売薬版画は明治30年代半ば以降、木版から石版へと印刷技術の転換が進むにつれて次第に衰え始めた。理由としては、新聞や雑誌などが普及し、情報伝達手段としての役割を果たせなくなったことが挙げられる。また、色刷りの印刷物が珍しくなくなったことや、さらに写真の普及によって版画の魅力が失われたことも考えられる。